# Daniel Cande
Daniel Unbekandt, connu sous le pseudonyme Daniel Cande, né le 25 septembre 1938 , est un photographe français, connu pour ses photographies de spectacle.

## Biographie
Daniel Cande commence sa carrière en travaillant pour les agences Apis et Europress. En 1965, il choisit de se spécialiser dans la photographie de théâtre, de danse et d'opéra. Ainsi, il photographie les spectacles de la Comédie-Française, de la compagnie Renaud-Barrault, des Tréteaux de France. En 1985, il photographie Le Mahâbhârata mis en scène par Peter Brook dans la Carrière de Boulbon durant le Festival d'Avignon.
Il s’intéresse par ailleurs à d'autres formes de spectacle comme les marionnettes, le cirque ou le music-hall.
L'ensemble des photographies de spectacle prises par Daniel Cande entre 1965 et le début des années 2000 est conservé par le département des arts du spectacle de la Bibliothèque nationale de France.

## Expositions
- 21 mai - 24 août 2008 : Acteurs en scène : regards de photographes, Bibliothèque nationale, Paris[1]

photographies de Mario Atzinger, Claude Bricage, Daniel Cande, Fernand Michaud, Nadar, Roger Pic, Charles Reutlinger, Studio Harcourt, Nicolas Treatt, Agnès Varda.